# 유관 (고밀회왕)
고밀회왕 유관(高密懷王 劉寬, ? ~ 기원전 21년)은 중국 전한의 황족이자 제후왕으로, 고밀왕이다. 고밀경왕 유장의 아들이다.
아버지가 고밀경왕 33년 혹은 34년(기원전 32년)에 죽자 고밀왕을 계승했고, 고밀회왕 11년(기원전 21년)에 죽어 아들 유신이 계승했다.